# Piszczałka (instrumentologia)
Piszczałka – w instrumentologii nazwa korpusu instrumentów muzycznych z grupy instrumentów dętych. Zadaniem piszczałki jest formowanie słupa powietrza – pewnej ilości powietrza zdolnej do wykonywania drgań podłużnych i emitowania dźwięku. Wysokość dźwięku piszczałki zależy od jej długości oraz od tego, czy jest otwarta, czy zamknięta; piszczałka otwarta wydaje dźwięk o oktawę wyższy niż tej samej długości piszczałka zamknięta. Ze względu na sposób wzbudzania drgań piszczałki dzielą się na wargowe i stroikowe. Piszczałka może wydawać dźwięki o różnej wysokości – funkcję taką uzyskuje się przez zmianę jej długości za pomocą wentyli, suwaka, albo otworów bocznych zamykanych i otwieranych palcami lub za pomocą systemu klap. O barwie dźwięku piszczałki decyduje jej rodzaj, kształt, materiał z jakiego jest wykonana i menzura.

## Budowa
Piszczałki wykonane są zazwyczaj z drewna lub metalu i mają bardzo wydłużony kształt – ich długość jest znacznie większa niż szerokość i grubość. Przekrój poprzeczny jest okrągły (w metalowych i niewielkich drewnianych) lub kwadratowy (w dużych piszczałkach organowych). Największe zróżnicowanie występuje w profilu, czyli przekroju podłużnym:
- profil równoległy, czyli cylindryczny,
- profil stożkowy: zbieżny (koniczny) i rozbieżny (antykoniczny, lejkowaty),
- profil wykładniczy, nieznacznie odbiegający od stożkowego,
- profil hiperboliczny, rozszerzający się wyraźniej przy wylocie niż w pobliżu miejsca zadęcia,
- profil paraboliczny, gdzie większa część piszczałki jest niemal cylindryczna, a tylko część wylotowa wyraźnie się rozszerza.

## Wysokość dźwięku

Powstawanie fal dźwiękowych w piszczałce otwartej i zamkniętej – węzły fali, alikwoty

Kolejność dźwięków piszczałki otwartej i zamkniętej tej samej długości. 1 – piszczałka otwarta, 2 – zamknięta

Wysokość dźwięku wydawanego przez piszczałkę zależy przede wszystkim od jej długości; wpływ ma również rozmiar przekroju, otworów w ściankach, a zwłaszcza kształt wylotu (tzw. czary dźwiękowej); kształt piszczałki – zagięcia – nie mają wpływu. Piszczałka otwarta wydaje dźwięk o oktawę wyższy niż tej samej długości piszczałka zamknięta.
Drgania wywołane na jednym końcu piszczałki (na rysunku punkt „a”) wywołują falę dźwiękową, która posuwa się w powietrzu wypełniającym piszczałkę (w słupie powietrza) w kierunku drugiego końca (na rysunku punkt „b”), ulega odbiciu i razem z falą pierwotną tworzy falę stojącą, podłużną:
- w piszczałce otwartej, po osiągnięciu wylotu „b” następuje wyrównanie ciśnienia z otaczającą atmosferą i powstanie fali powrotnej. Węzeł fali powstaje w środku długości piszczałki, a długość fali jest dwukrotnie większa od długości piszczałki.
- w piszczałce zamkniętej, po osiągnięciu wylotu „b” następuje powstanie fali powrotnej, a opór ścianki powoduje nałożenie się obu fal i powstanie węzła fali. Długość fali jest czterokrotnie większa od długości piszczałki.

Wewnątrz piszczałki, w zależności od innych czynników powstają fale stojące o innych długościach:
- w piszczałce otwartej, długości takich fal będą stanowiły kolejno {\displaystyle {\tfrac {1}{2}}}, {\displaystyle {\tfrac {1}{3}}}, {\displaystyle {\tfrac {1}{4}}}, itd. część długości fali podstawowej i utworzą pełny szereg harmoniczny z tonami łączącymi się we współton.
- w piszczałce zamkniętej, długości takich fal będą stanowiły kolejno {\displaystyle {\tfrac {1}{3}}}, {\displaystyle {\tfrac {1}{5}}}, {\displaystyle {\tfrac {1}{7}}}, itd. części długości fali podstawowej tworząc niepełny szereg harmoniczny o charakterystycznym widmie pozbawionym parzystych tonów składowych.

Wysokość dźwięku wydawanego przez piszczałkę może być zmieniana przez zastosowanie techniki przedęcia (np. w naturalnej waltorni), lub zmianę długości kanału piszczałki za pomocą otworów przewierconych w ścianie piszczałki (np. w klarnecie), wentyli (np. w trąbce i suwaków (np. w puzonie).

## Wzbudzanie dźwięku
Ze względu na sposób wzbudzania drgań, piszczałki dzielą się na wargowe (inaczej labialne, szczelinowe) i stroikowe (inaczej języczkowe). W piszczałkach wargowych dźwięk powstaje wskutek tarcia strumienia powietrza o ostry brzeg otworu w korpusie – wargę, w stroikowych przez okresowe, przerywane drganiem stroików uderzenia strumienia powietrza o powietrze zawarte w piszczałce.

## Barwa dźwięku
O barwie dźwięku piszczałki decyduje jej rodzaj, kształt, materiał z jakiego jest wykonana i menzura.